# Сайто, Марина
Марина Сайто (яп. 斉藤 真理菜; род. 15 октября 1995, Ибараки) — японская легкоатлетка, специалистка по метанию копья. Выступает за сборную Японии по лёгкой атлетике с 2017 года, обладательница серебряной медали Универсиады в Тайбэе, чемпионка страны, участница чемпионата мира в Лондоне.

## Биография
Марина Сайто родилась 15 октября 1995 года в префектуре Ибараки, Япония.
Впервые заявила о себе в лёгкой атлетике на международной арене в сезоне 2017 года, когда вошла в состав японской национальной сборной и выступила в метании копья на чемпионате мира в Лондоне, где с результатом 60,86 метра не смогла пройти дальше предварительного квалификационного этапа. Будучи студенткой Университета Кокусикан, удостоилась права защищать честь страны на Универсиаде в Тайбэе — с личным рекордом 62,37 завоевала здесь серебряную медаль, уступив в финале только польке Марцелине Витек.
В 2018 году в метании копья одержала победу на чемпионате Японии, стартовала на Азиатских играх в Джакарте — с результатом 56,46 метра стала четвёртой.
На чемпионате Азии 2019 года в Дохе метнула копьё на 52,40 метра, расположившись в итоговом протоколе соревнований на девятой строке.